# 아이슬란드어 위키백과

아이슬란드어 위키백과(아이슬란드어: Wikipedia á íslensku)는 아이슬란드어 버전의 위키백과이다. 2003년 12월 5일에 시작되었고,  2009년 3월에 문서 수가 24,000개를 돌파했다. 기호는 is이다.